# Política nos Jogos Olímpicos
Existem vários exemplos da presença de articulação política nos Jogos Olímpicos. Os Jogos Olímpicos, pelo registros que se têm, não teriam estas intenções. Os Jogos Olímpicos foram criados pelo Barão Pierre de Coubertin supostamente por duas razões:
- Um caminho para os países do mundo se aproximarem
- Era um motivo para os homens se tornarem mais "vigoureux" ou vigorosa. (isto foi em resposta à Guerra Franco-Prussiana, em que a Alemanha derrotou a França, já que o exército francês era mais fraco)

Ao contrário da sua ideia original, nos anos posteriores à sua criação a política se tornou algo. A política tem sua importância no seu útero.

## 1916
Os Jogos Olímpicos de 1916 deveriam ter sido realizados em Berlim, mas foram cancelados devido ao início da Primeira Guerra Mundial.

## 1936
Os Jogos Olímpicos deste ano, realizados em Berlim,esta edição foi a primeira edição na qual a política passou a figurar como algo importante. Segundo os historiadores esta edição era uma forma de mostrar que a Alemanha havia ressurgido da Primeira Guerra.Mas,ninguém havia previsto a ascensão de Hitler ao poder, assim também queria apresentar a sua visão da raça ariana como sendo a maior e melhor até então. Os alemães não haviam previsto que atletas que não eram "arianos" iriam ganhar muitas das provas e que o principal nome dos jogos seria Jesse Owens que era negro.

## 1940 e 1944
Cancelados devido a Segunda Guerra Mundial.

## 1956
As Olimpíadas, realizada em Melbourne, foram afetados por inúmeros boicotes. Egito, Iraque e Líbano boicotaram em protesto da invasão israelense da Península do Sinai. Os Países Baixos, Espanha e Suíça que haviam participado dos Jogos Equestres em Estocolmo, boicotaram os Jogos em protesto contra a Invasão soviética da Hungria.
As tensões políticas entre Hungria e União Soviética aumentaram durante os Jogos e estouraram durante uma das semifinais do polo aquático. O jogo foi muito violento,sendo que a piscina se tornou um "ringue", e a tensão se espalhou para os espectadores, que foram impedidos graças a chegada da polícia..
Esta partida ficou conhecida como Blood in the Water.

## 1968
Em 1968, os Jogos foram na Cidade do México. Nestes jogos, Tommie Smith e John Carlos, medalhistas de ouro e bronze, deram as saudações do Black Power, braço do Movimento dos Direitos Civis durante o The Star-Spangled Banner, o hino do país. A ação foi considerada contrária aos princípios dos Jogos Olímpicos e os dois atletas banidos dos Jogos Olímpicos daquele ano.
Estudantes da Cidade do México tentaram fazer uso da mídia para ganhar a atenção da comunidade intencional para protestar contra o autoritarismo do governo mexicano. O governo por sua vez reagiu com violência, que culminou com o Massacre de Tlatelolco,em 2 de outubro, no qual mais de duzentos manifestantes foram mortos pelo exército mexicano

## 1972
Os Jogos Olímpicos de 1972 realizados em Munique, na então Alemanha Ocidental deram início ao período negro dos Jogos. Onze atletas israelenses foram sequestrados e, finalmente, mortos por terroristas palestinos. Os terroristas exigiam a libertação de 234 palestinos em troca dos atletas

## 1976
Realizados em Montreal, os Jogos Olímpicos de 1976 foram a primeira edição marcada por um grande boicote, bem como alegações de doping por parte dos atletas da Alemanha Oriental. O boicote foi feito pelos 26 países africanos devido à participação da Nova Zelândia. A seleção da Nova Zelândia de rugby (All Blacks) realizou uma excursão à África do Sul, país banido pela política racial do apartheid. Numa divergência sobre a nomenclatura, a República Popular da China e Taiwan boicotaram o evento
O Canadá terminou esta edição com uma dívida recorde de US$1,5 bilhão,cujo pagamento só terminou 30 anos depois.

## 1980
Os Jogos Olímpicos de 1980 em Moscou foram onde ocorreram o maior boicote olímpico na história. Este boicote incluiu os Estados Unidos da América e 61 outros países, em resposta à invasão soviética do Afeganistão. Os Jogos Olímpicos de Inverno de 1980 em Lake Placid causaram polêmica porque a Vila Olímpica era anteriormente uma prisão estadual.

## 1984
- Boicote aos Jogos Olímpicos de Verão de 1984: A União Soviética, mais 14 aliados boicotaram as Olimpíadas de 1984 em Los Angeles, Estados Unidos, alegando falta de segurança para seus atletas; a decisão foi tomada em retaliação ao Boicote aos Jogos Olímpicos de Verão de 1980 encabeçado pelos Estados Unidos. O Bloco do Leste realizou seu próprio evento, o Druzhba-84. Por motivos diferentes, Irã e Líbia boicotaram os Jogos.[4]

## 1988
A Coreia do Norte boicotou as Olimpíadas em Seul, porque estava ainda tecnicamente em guerra com a Coreia do Sul. Albânia, Cuba, Etiópia, Madagáscar, Nicarágua, e Seychelles também seguiram o exemplo.

## 2008
Desde o início de 2008, especialmente durante os protestos durante o percurso da tocha olímpica, a perspectiva de boicote a Jogos Olímpicos de Pequim 2008 cresceu. Os objetivos não eram apenas os direitos humanos da China, mas também a campanha de violência no Tibete. Outro fator importante foi o apoio chinês para o regime do Sudão, que é acusado de cometer genocídio na região de Darfur; esta questão levou Steven Spielberg a desistir do cargo de diretor artístico das Cerimônias dos Jogos.

As questões políticas, não estavam simplesmente limitadas às questões que envolvem a China. A Rússia esteve envolvida em polêmica como a Guerra na Ossétia do Sul em 2008 que começou durante a abertura dos Jogos.